# Dario Argento
Dario Argento (n. 7 septembrie 1940, Roma, Regatul Italiei) este un regizor de film, producător și scenarist italian. Este cel mai bine cunoscut pentru munca sa în domeniul filmelor de groază (mai ales în subgenul cunoscut sub numele de giallo) și pentru influența sa asupra filmele de groază moderne.
Dario Argento este tatăl actriței și regizoarei Asia Argento.

## Viața și cariera
Argento s-a născut în Roma ca fiul producătorului de filme și regizor Salvatore Argento și al Eldei-Luxardo. Și-a început cariera în film ca un critic, scriind pentru diferite reviste în timp ce se afla încă la liceu.

## Filmografie

### Ca regizor

#### Filme
- 1970 L'uccello dalle piume di cristallo
- 1971 Pisica cu nouă cozi (Il gatto a nove code)
- 1971 Patru „alunițe” de catifea gri (Quattro mosche di velluto grigio)
- 1973 Le cinque giornate
- 1975 Roșu intens (Profondo rosso)
- 1977 Suspiria
- 1980 Inferno
- 1982 Tenebre
- 1985 Phenomena
- 1987 Opera
- 1990 Two Evil Eyes  (episodul: Il gatto nero)
- 1993 Trauma
- 1996 La sindrome di Stendhal
- 1998 Fantoma de la operă (Il fantasma dell'Opera)
- 2001 Insomnii'Non ho sonno
- 2004 Il cartaio
- 2007 A treia mamă (La terza madre)
- 2009 Cod galben de crimă (Giallo)
- 2012 Dracula 3D
- 2022 Occhiali neri

#### Televiziune
- Il Tram - parte a mini-serialului TV La porta sul buio (sub pseudonimul Sirio Bernadotte, 1973[7])
- Testimone oculare - parte a mini-serialului TV La porta sul buio (îl înlocuiește pe Roberto Pariante, 1973)[7]
- Ti piace Hitchcock? - film TV (Îți place Hitchcock?, 2005)
- Jenifer - film TV (al patrulea episod al sezonului 1 al serialului Masters of Horror, 2005)
- Pelts - film TV (al doilea episod al sezonului 2 al serialului Masters of Horror, 2006)

După cum a declarat în timpul unui interviu cu Victor Victoria - Nimic nu e ceea ce pare, Argento a fost singurul regizor european care a participat la realizarea serialului american Masters of Horror.

#### Teatru
- Macbeth (2013)

### Ca scenarist
- Qualcuno ha tradito (1967)
- Oggi a me... domani a te! (1968)
- Comandamenti per un gangster (1968)
- Commandos (1968)
- La rivoluzione sessuale (1968)
- 1968 A fost odată în vest (C'era una volta il West)
- Cimitero senza croci (1968)
- Metti, una sera a cena (1969)
- Probabilità zero (1969)
- La legione dei dannati, regia Umberto Lenzi (1969)
- Un esercito di cinque uomini (1969)
- La stagione dei sensi (1969)
- L'uccello dalle piume di cristallo (1970)
- Il gatto a nove code (1971)
- Quattro mosche di velluto grigio (1971)
- Così sia (1972)
- Le cinque giornate (1973)
- Profondo rosso (1975)
- Suspiria (1977)
- Zombi (1978)
- Inferno (1980)
- Tenebre (1982)
- Phenomena (1985)
- Dèmoni (1985)
- Dèmoni 2... L'incubo ritorna (1986)
- Opera (1987)
- La chiesa (1989)
- Due occhi diabolici (1990) (episodul: The Black Cat)
- La setta (1991)
- Trauma (1993)
- La sindrome di Stendhal (1996)
- M.D.C. - Maschera di cera (1997)
- Il fantasma dell'Opera (1998)
- Non ho sonno (2001)
- Il cartaio (2004)
- La terza madre (2007)
- Giallo (2009)
- Dracula 3D (2012)

### Ca actor
- Scusi, lei è favorevole o contrario? (1966)
- L'uccello dalle piume di cristallo (1970) (nemenționat)
- Il gatto a nove code (1971)
- Profondo rosso (1975) (nemenționat)
- Suspiria (1977) (voce, nemenționat; personajul misterios cu mantie, nemenționat; reflecția pe geamul taxiului în scena cu furtuna, nemenționat)
- Inferno (1980) (doar ca voce, nemenționat)
- Tenebre (1982) (doar ca voce, nemenționat)
- Phenomena (1985) (doar ca voce, nemenționat)
- Opera (1987) (doar ca voce, nemenționat)
- Amore all'ultimo morso (1992)
- Il cielo è sempre più blu (1995)
- Hanging shadows perspective on italian horror cinema (2005)
- Dante's inferno documented (2010)
- Tutti pazzi per amore 2 (2010)

În scenele din filmele sale în care apar mâinile criminalului (de exemplu, în scena de deschidere a filmului Profondo rosso), regizorul și-a folosit mâinile într-un fel de "cameo fetișist."

### Dirijor
- 100 pallottole d'argento (2012-2013)

### Compozitor
- Suspiria (1977)
- Zombi (1978)

### Dublaj
- Dr. Terrence Kyne în jocul video Dead Space

## Legături externe
Materiale media legate de Dario Argento la Wikimedia Commons
- Dario Argento la Internet Movie Database
- Dark Dreams: The Films of Dario Argento – fansite Arhivat în 24 ianuarie 2012, la Wayback Machine.